# Johann Friedrich Theodor Müller

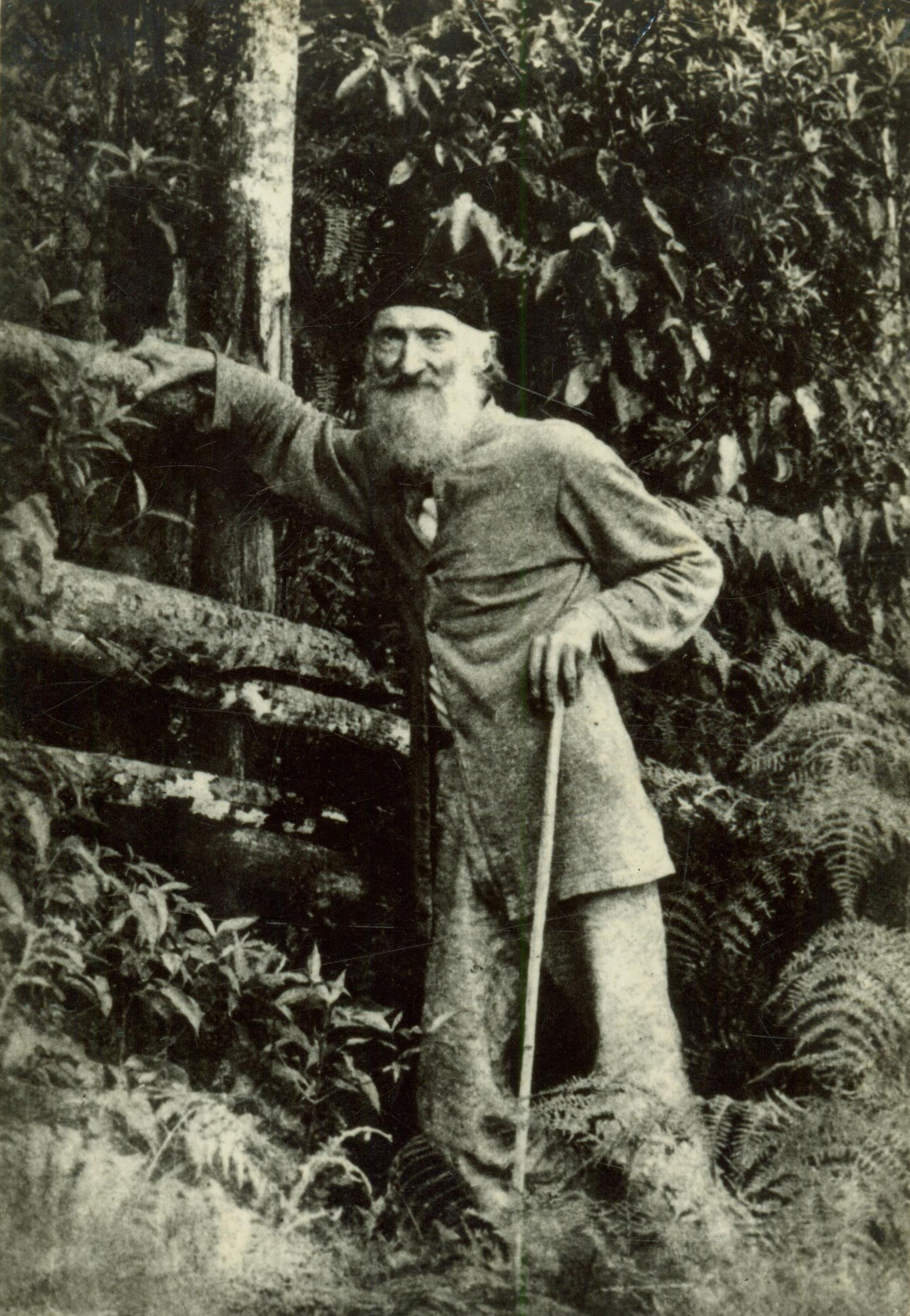
Fritz Müller (1891)

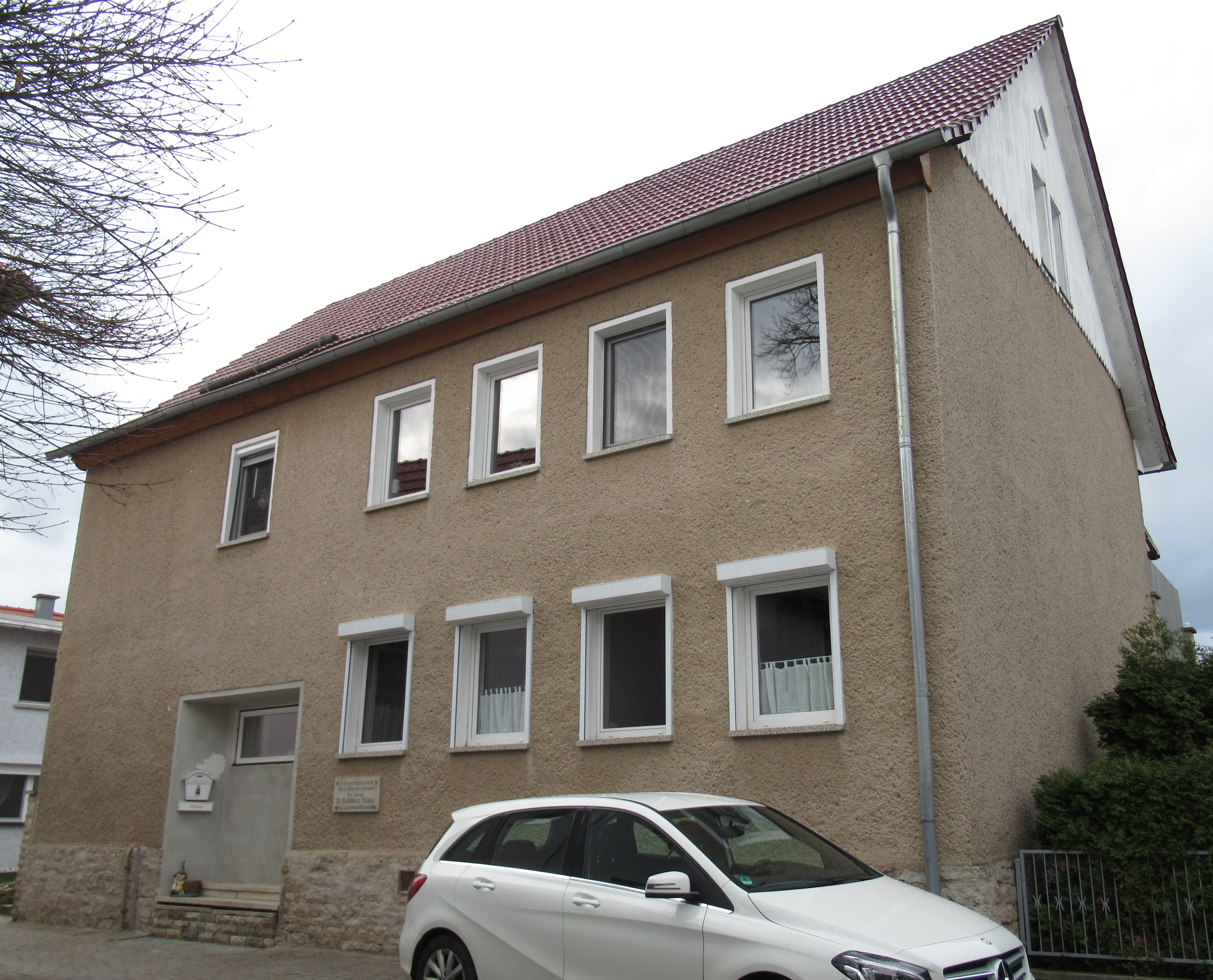
Geburtshaus

Johann Friedrich Theodor Müller (* 31. März 1822 in Windischholzhausen; † 21. Mai 1897 in Blumenau, Brasilien), auch Fritz Müller genannt, war ein deutscher Biologe, der nach Brasilien emigrierte, wo er als Farmer, Lehrer und Naturforscher arbeitete und wesentliche Beiträge zur Naturgeschichte des Regenwaldes lieferte. Er war einer der ersten Anhänger des Darwinismus.
Die „Müller’sche Mimikry“ ist nach ihm benannt: Unterschiedliche Arten, häufig giftige oder ungenießbare Insekten, haben ein ähnliches Aussehen (Warntracht). Die Fressfeinde lernen dadurch schneller, Tiere mit diesem Aussehen zu meiden.

## Leben
Johann Friedrich Theodor Müller wurde am 31. März 1822 in Windischholzhausen, heute einem Stadtteil von Erfurt, als Sohn des Pfarrers Johann Friedrich Müller und der Tochter des Apothekers Johann Bartholomäus Trommsdorff, Marthe Caroline Trommsdorff geboren. Der Botaniker Hermann Müller war sein jüngerer Bruder. Nach dem Besuch des Gymnasiums 1835 bis 1840 in Erfurt, dem Beginn einer Apothekerlehre, die er kurz darauf abbrach, studierte er in Berlin Mathematik und Naturwissenschaften und legte 1845 das Oberlehrerexamen ab. Aus Gewissensgründen gab er seine Lehreranstellung als Beamter eines christlichen Staates auf, da er überzeugt war, dass Naturgesetze und „christlicher Wunderglaube“ nicht zusammenpassten und er jede Heuchelei ablehnte. Danach nahm Müller ein Medizinstudium auf. Als Atheist weigerte er sich, den Eid mit der religiösen Formel „so wahr mir Gott helfe“ abzulegen und musste deshalb sein Studium ohne Abschluss beenden. Vom Ausgang der Märzrevolution 1848 war er enttäuscht. Wegen schlechter Berufsaussichten in Deutschland wanderte er 1852 frisch verheiratet mit seiner Frau (mit der er schon eine Weile zusammengelebt hatte; die Aussichten als Auswanderer schienen ihm als Verheirateter günstiger, so dass er sich gegen seine Überzeugung trauen ließ – einer der wohl wenigen Kompromisse in seinem Leben), seiner ersten kleinen Tochter (fünf weitere Töchter sollten folgen) und seinem Bruder August nach der von Hermann Blumenau neu gegründeten Kolonie Blumenau im Südosten des Kaiserreichs Brasilien aus. 1852 nahm er eine Stelle als Lehrer für Naturwissenschaften in Desterro (dem heutigen Florianópolis) an der Atlantikküste an. Nach der Übernahme der Schule durch Jesuiten verlor er seine Stelle 1864.

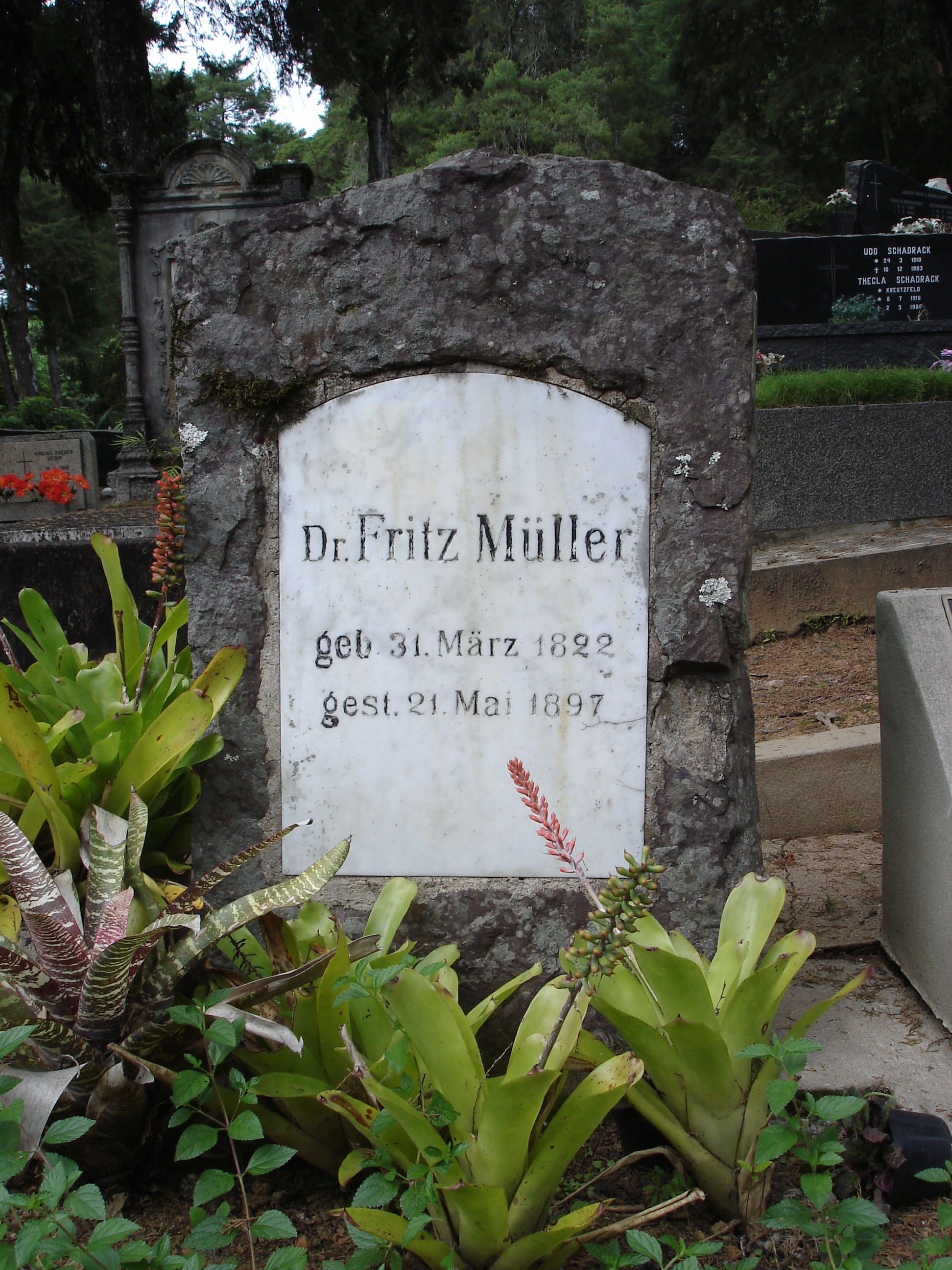
Fritz Müllers Grabstein auf dem evangelischen Friedhof in Blumenau

Er kehrte von Desterro nach Blumenau zurück und war ab 1865 als „Naturforscher der Provinz Santa Catarina“ angestellt.
Schicksalsschläge zwangen ihn zu einem Neuanfang:
seine Lieblingstochter Rosa nahm sich in Berlin das Leben, durch ein Hochwasser wurde sein Haus überflutet, und er verlor seine Einrichtung. Hilfe, die ihm von Darwin angeboten wurde, damit er wieder Bücher und Mikroskop beschaffen konnte, lehnte er aus Bescheidenheit ab.
Von 1874 bis 1891 arbeitete er als reisender Naturforscher für das brasilianische Nationalmuseum. Als er 1891 nach Rio de Janeiro übersiedeln sollte, weigerte er sich und wurde daraufhin abgesetzt. Am 21. Mai 1897 starb er verarmt in Blumenau, Brasilien.

## Werk
„Mehr Genuss als ein ganzes zoologisches Museum gewährt die genaue Untersuchung eines einzigen Tieres.“

Müller war ein ausgezeichneter Beobachter (Charles Darwin bezeichnete ihn als den ‚Fürsten der Beobachter‘) und hatte das Zeichentalent, um seine Beobachtungen zu Papier zu bringen.
Seine Forschungsgebiete waren Krebse, Quallen, Platt- und Ringelwürmer, Blumenbestäubung, Wandelröschen, Orchideen, stachellose Bienen, Termiten und Bromelien. Er entdeckte die Symbiose zwischen Cecropia-Bäumen (Ameisenbäumen) und Ameisen: die Tiere verteidigen die Pflanze gegen Feinde und Aufsitzer- oder Kletterpflanzen. Die Pflanze bietet ihnen dafür eine Behausung und besondere Futterkörper, die nach Fritz Müller benannten „Müllersche Körperchen“.
Er konnte nachweisen, dass die Mägen von Blattschneiderameisen kein pflanzliches Material enthalten und sich die Tiere allein von den von ihnen „kultivierten“ Pilzen ernähren, die die für Ameisen nicht verwertbaren Pflanzenstoffe aufschließen. Dies war von Thomas Belt wenig früher zwar schon vermutet worden; der exakte Nachweis geht auf Müller zurück.
1864 schrieb er sein einziges Buch „Für Darwin“. Darin lieferte er viele Daten und begründete durch Beobachtungen an Krebsen, dass Charles Darwins Theorie der Evolution durch natürliche Selektion richtig war. Seine Beobachtungen an Krebsen inspirierten Ernst Haeckel zu dessen biogenetischem Grundgesetz. Darwins Werk „The Origin of Species“ (dt. „Über den Ursprung der Arten“) war fünf Jahre zuvor veröffentlicht worden. Müller setzte sich als einer der ersten deutschen Wissenschaftlern mit den Ideen Charles Darwins auseinander, die er als einer von wenigen sofort in letzter Konsequenz verstand. In Folge wurde er ein glühender Verfechter und Verteidiger von Darwins Evolutionstheorie. In der Schlussbemerkung (s. 91) zu seinem Buch schreibt Müller: „Eines aber, hoffe ich, soll mir gelungen sein, - unbefangene Leser zu überzeugen, dass wirklich DARWIN’S Lehre, wie für soviele andere ohne sie unerklärbare Thatsachen, so auch für die Entwicklungsgeschichte der Kruster den Schlüssel des Verständnisses bietet.“
Viele Beobachtungen teilte er Darwin mit, der sie dann entweder einer Publikation zuleitete oder in seinen eigenen Arbeiten unter der Nennung von Müllers Namen referierte. So gehen viele Beispiele von Heterostylie (Blüten der gleichen Art mit unterschiedlichen Griffel- bzw. Staubfadenlängen) auf ihn zurück. Diesem Phänomen widmete Darwin ein eigenes Buch („The different forms of flowers on plants of the same species“; 1877).
Obwohl er „am Ende der Welt“ lebte, korrespondierte er unter anderem mit Charles Darwin, Hermann Müller (seinem Bruder, der Biologe in Lippstadt war), Alexander Agassiz, Ernst Krause (alias Carus Sterne) und Ernst Haeckel. Neben Deutsch sprach er auch Schwedisch, Englisch, Portugiesisch sowie Französisch und konnte weitere zehn Sprachen lesen.
Insgesamt veröffentlichte er etwa 250 Arbeiten in deutscher, englischer und portugiesischer Sprache. Viele seiner Beobachtungen finden sich in seiner umfangreichen Korrespondenz, die von seinem Neffen Alfred Möller auszugsweise publiziert wurde. Leider sind nur wenige seiner Briefe im Original erhalten.
1868 wurde ihm von der Bonner Universität am gleichen Tag wie Charles Darwin der „Doctor Honoris Causa“ verliehen. 1874 verlieh ihm auch die Universität Tübingen diesen Titel. Fritz Müller war korrespondierendes Mitglied der „Sociedad Zoologica Argentina“ und der „Sociedad Nacional de Ciência de Buenos Aires“. 1884 wurde er Ehrenmitglied der „Entomological Society“ in London. Im gleichen Jahr 1884 wurde er auch zum Mitglied der Leopoldina gewählt.

## Schriften
Der Forstwissenschaftler Alfred Möller veröffentlichte zwischen 1915 und 1921 das Gesamtwerk Müllers in fünf Teilen:
- Fritz Müller: Werke, Briefe und Leben. 3 Bände. Fischer, Jena 1915–1921.
  - Band 1. Gesammelte Schriften. Text, Abteilung 1: Arbeiten aus den Jahren 1844–1879 (Nr.1–124). Fischer, Jena 1915. (Digitalisat).
  - Band 1. Gesammelte Schriften. Text, Abteilung 2: Arbeiten aus den Jahren 1879–1899 (Nr.125–248). Fischer, Jena 1915. (Digitalisat)
  - Band 1. Gesammelte Schriften. Atlas. Fischer, Jena 1915. (Digitalisat).
  - Band 2. Briefe und noch nicht veröffentlichte Abhandlungen aus dem Nachlass 1854–1897. Fischer, Jena 1921. (Digitalisat).
  - Band 3. Fritz Müllers Leben nach den Quellen bearbeitet von Alfred Möller. Fischer, Jena 1920. (Digitalisat).

Einzeln erschienen:
- Zwölf handgeschriebene Gedichte 1859; postum ins Portugiesische übersetzt und zweisprachig veröffentlicht in História Natural de Sonhos / Naturgeschichte der Träume (Poemas de Fritz Müller) von L.C. Puff und D. Radünz, Blumenau-SC, Brasilien 2004, ISBN 85-87648-56-X.
- Für Darwin. Engelmann, Leipzig 1864 (Digitalisat); übersetzt 1869 ins Englische unter dem Titel „Facts and Arguments for Darwin“.